# William Keppel (general)
William Keppel, britanski general in politik, * 5. november 1727, † marec 1782.
Generalporočnik Keppel je leta 1767 postal poslanec za Chichester; ta položaj je obdržal do svoje smrti.
Leta 1773 je bil imenovan za prvega Vrhnovnega poveljnika, Irska.